# Liste der Biografien/Sot
Liste der Biografien |
Portal Biografien |
Personensuche
# |
A |
B |
C |
D |
E |
F |
G |
H |
I |
J |
K |
L |
M |
N |
O |
P |
Q |
R |
S |
T |
U |
V |
W |
X |
Y |
Z |
?
 
Sa |
Sb |
Sc |
Sd |
Se |
Sf |
Sg |
Sh |
Si |
Sj |
Sk |
Sl |
Sm |
Sn |
So |
Sp |
Sq |
Sr |
Ss |
St |
Su |
Sv |
Sw |
Sy |
Sz
 
Soa |
Sob |
Soc |
Sod |
Soe |
Sof |
Sog |
Soh |
Soi |
Soj |
Sok |
Sol |
Som |
Son |
Soo |
Sop |
Sor |
Sos |
Sot |
Sou |
Sov |
Sow |
Sox |
Soy |
Soz
Die Liste der Biografien führt alle Personen auf, die in der deutschsprachigen Wikipedia einen Artikel haben. Dieses ist eine Teilliste mit 197 Einträgen von Personen, deren Namen mit den Buchstaben „Sot“ beginnt.

## Sot

### Sota
- Sota, Ernesto (1896–1977), mexikanischer Fußballspieler und Funktionär
- Sota, Isidoro (1902–1976), mexikanischer Fußballspieler
- Sota, Jorge (1912–1994), mexikanischer Fußballspieler
- Sota, José Manuel de la (1949–2018), argentinischer Politiker des Partido Justicialista (PJ)
- Sota, Kazuki (* 2000), japanischer Fußballspieler
- Sotades, hellenistischer Dichter
- Sotades, attischer Töpfer
- Sotala, Joona (* 1998), finnischer E-SportlerJoona Sotala (* 1998)

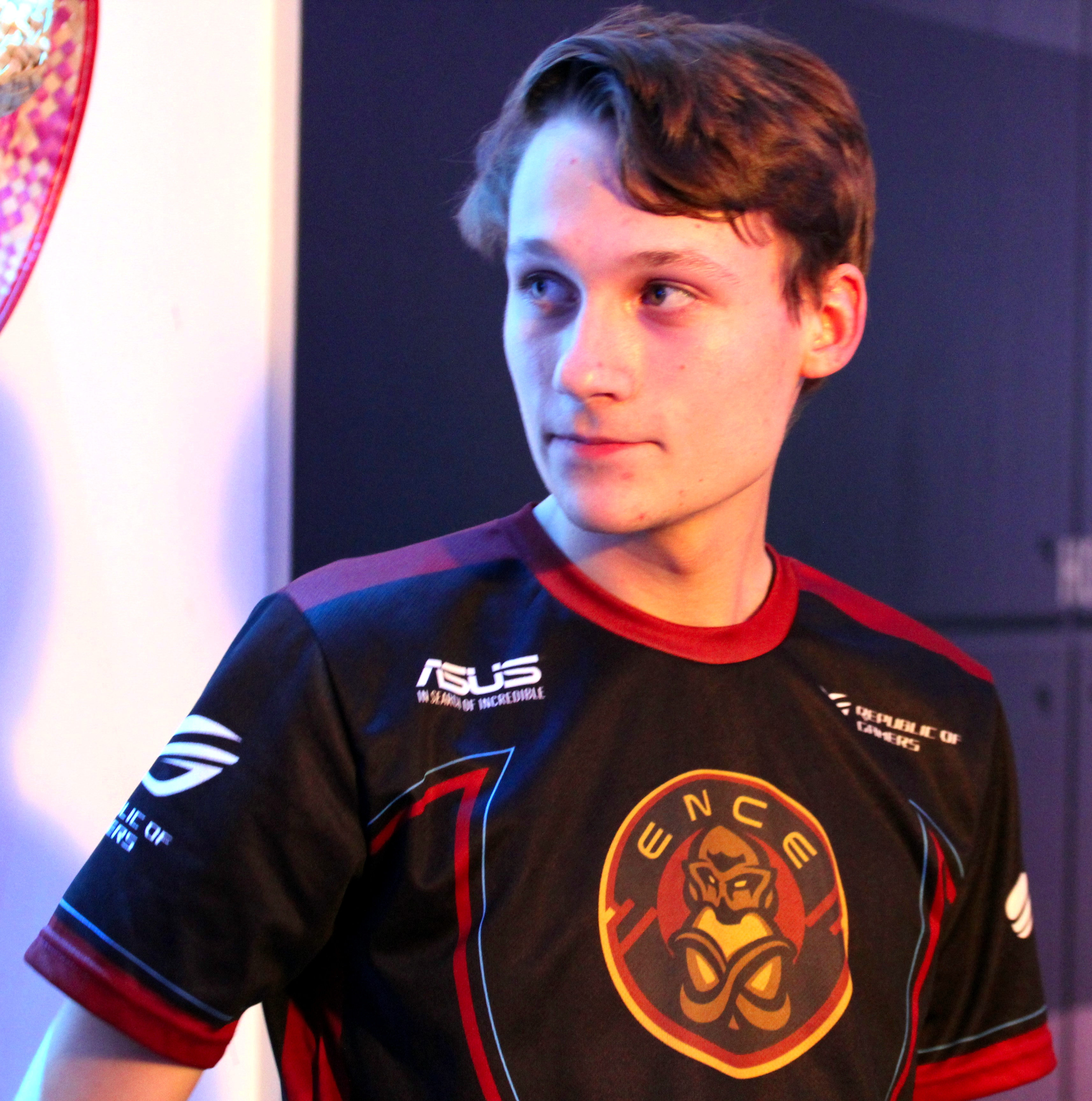
Joona Sotala (* 1998)

- Sōtan (1413–1481), japanischer Mönchmaler
- Sotashe, Vuyo, südafrikanischer Jazzsänger

### Sotb
- Sotberg, Victor (* 1991), norwegischer Webvideoproduzent und Moderator

### Sote
- Sötebier, Friedrich Adolf (1896–1973), deutscher Bildhauer
- Sötefleisch, Johann der Ältere (1552–1620), deutscher evangelischer Theologe
- Soteldo, Elisa (1922–2016), venezolanische Sängerin, Pianistin und Musikpädagogin
- Soteldo, Yeferson (* 1997), venezolanischer Fußballspieler
- Sotelo Vázquez, Adolfo (* 1953), spanischer Hispanist
- Sotelo Villalobos, Joel (* 1970), mexikanischer Beachvolleyballspieler und Trainer
- Sotelo, Gustavo (* 1968), paraguayischer Fußballspieler
- Sotelo, Luis (1574–1624), spanischer Franziskaner, Missionar in Japan, Märtyrer
- Sotelo, Mauricio (* 1961), spanischer Komponist und Dirigent
- Sotelo, Rodolfo (* 1952), mexikanischer Fußballspieler
- Sotelsek, Barbara (* 1974), österreichische SchauspielerinBarbara Sotelsek (* 1974)

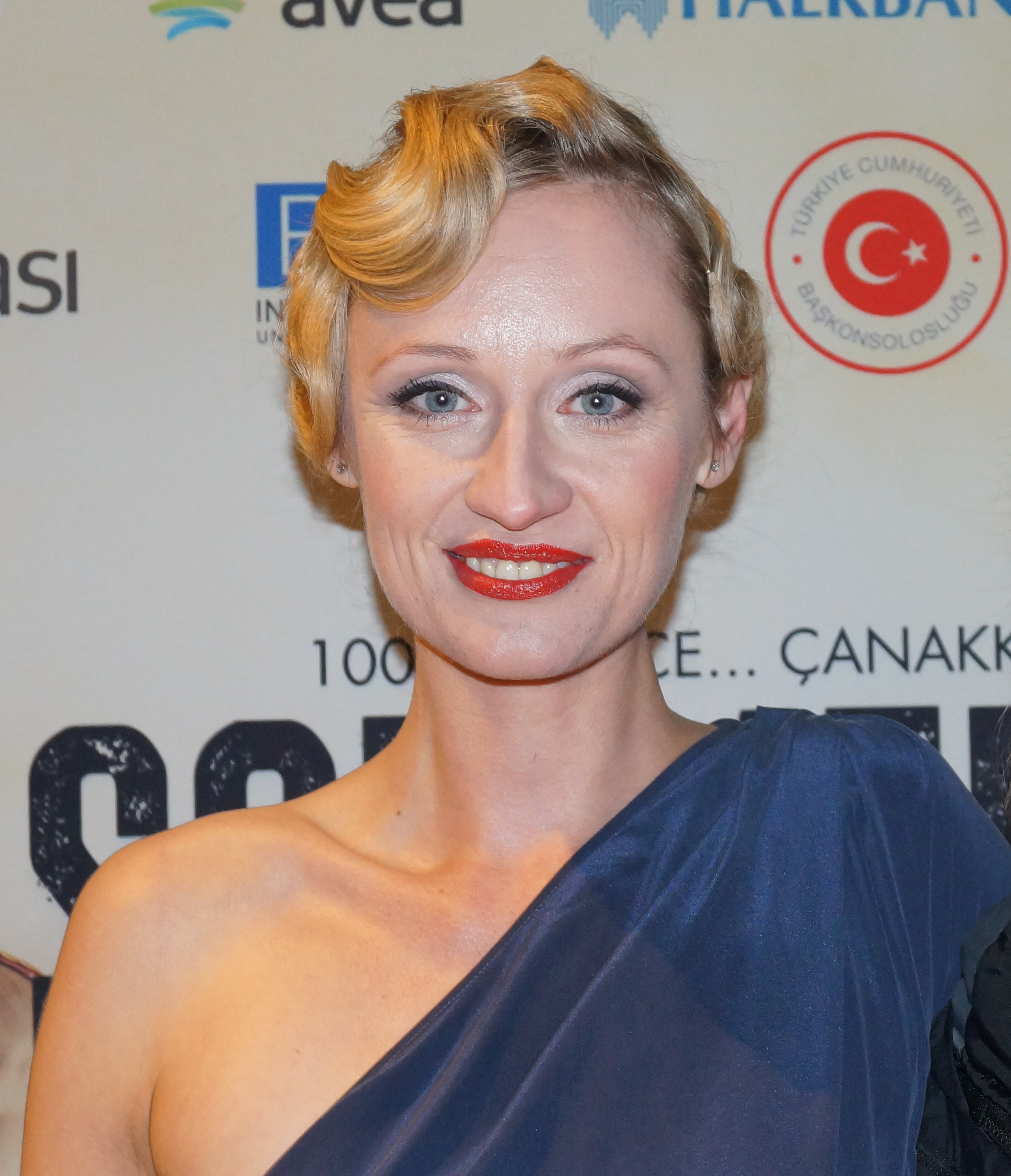
Barbara Sotelsek (* 1974)

- Soter, Ioan (1927–1987), rumänischer Hochspringer
- Soter, Paul (* 1969), US-amerikanischer Schauspieler, Drehbuchautor, Regisseur und Mitglied der Comedy-Gruppe Broken Lizard
- Soterichos, spätantiker Dichter
- Soterichus, antiker römischer Toreut oder Händler
- Soteris, christliche Märtyrerin
- Soterius von Sachsenheim, Edith (1887–1970), siebenbürgisch-sächsische Malerin
- Sötern, Philipp Christoph von (1567–1652), Bischof von Speyer, Erzbischof und Kurfürst von Trier
- Sotero, Yasiel (* 2001), spanischer Leichtathlet
- Soterus, Bischof von Rom
- Sotes, griechischer Töpfer

### Soth
- Soth, Alec (* 1969), US-amerikanischer Fotograf
- Soth, Bob (* 1933), US-amerikanischer Langstreckenläufer
- Soth, Max (1891–1974), deutscher Landwirt und Politiker (DNVP), MdR, MdL
- Söth, Wilhelm (1903–1978), deutscher Offizier, zuletzt Generalmajor im Zweiten Weltkrieg
- Sothel, Seth, englischer Politiker; Gouverneur der Province of Carolina
- Sothen, Johann Carl von (1823–1881), österreichischer Großhändler und Bankier
- Sothen, Julius Karl von (1830–1909), hannoverscher Hauptmann, später königlich preußischer Generalmajor und zuletzt Kommandeur des 87. Infanterieregiments
- Söther, Aline (1923–1945), deutsche Frau, Opfer des Nationalsozialismus
- Sotheran, Charles (1847–1902), Journalist, Politiker, Freimaurer und Theosoph
- Sothern, Ann (1909–2001), US-amerikanische Schauspielerin
- Sothern, Sara (1895–1994), US-amerikanische Theaterschauspielerin und Mutter von Elizabeth TaylorSara Sothern (1895–1994)

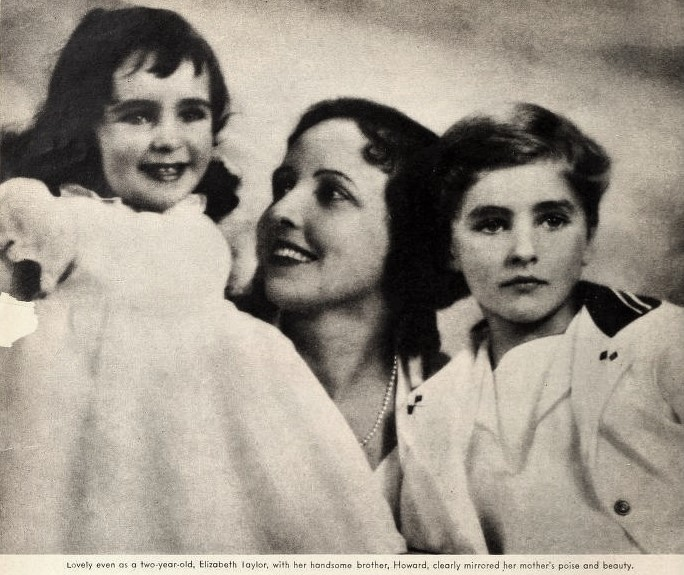
Sara Sothern (1895–1994)

- Sotheron-Estcourt, Thomas (1801–1876), britischer Politiker (Conservative Party), Mitglied des House of Commons
- Sotherton, Kelly (* 1976), britische Siebenkämpferin
- Sothmann, Bärbel (* 1939), deutsche Politikerin (CDU), MdB
- Sothmann, Ludwig (* 1940), deutscher Natur- und Umweltschützer

### Soti
- Soti, Thea (* 1989), ungarische Sängerin und Komponistin
- Šotić, Mladen (* 1995), serbischer Handballspieler
- Sotier, Alfred (1833–1902), deutscher Arzt
- Sotier, Paul (1876–1950), deutscher Arzt und Leibarzt von Kaiser Wilhelm II.
- Sotier, Stefan (* 1940), deutscher Fachhochschullehrer
- Sotika Kuman († 1771), König des Königreichs Luang Phrabang
- Sotil, Hugo (1949–2024), peruanischer Fußballspieler
- Sotin, Hans (* 1939), deutscher Opernsänger (Bass)
- Sotion, griechischer Philosoph und Lehrer Senecas
- Sotion von Alexandria, antiker griechischer Philosoph und Philosophiehistoriker
- Sotirhos, Michael G. (1928–2019), US-amerikanischer Diplomat
- Sotiria (* 1987), deutsche SängerinSotiria (* 1987)

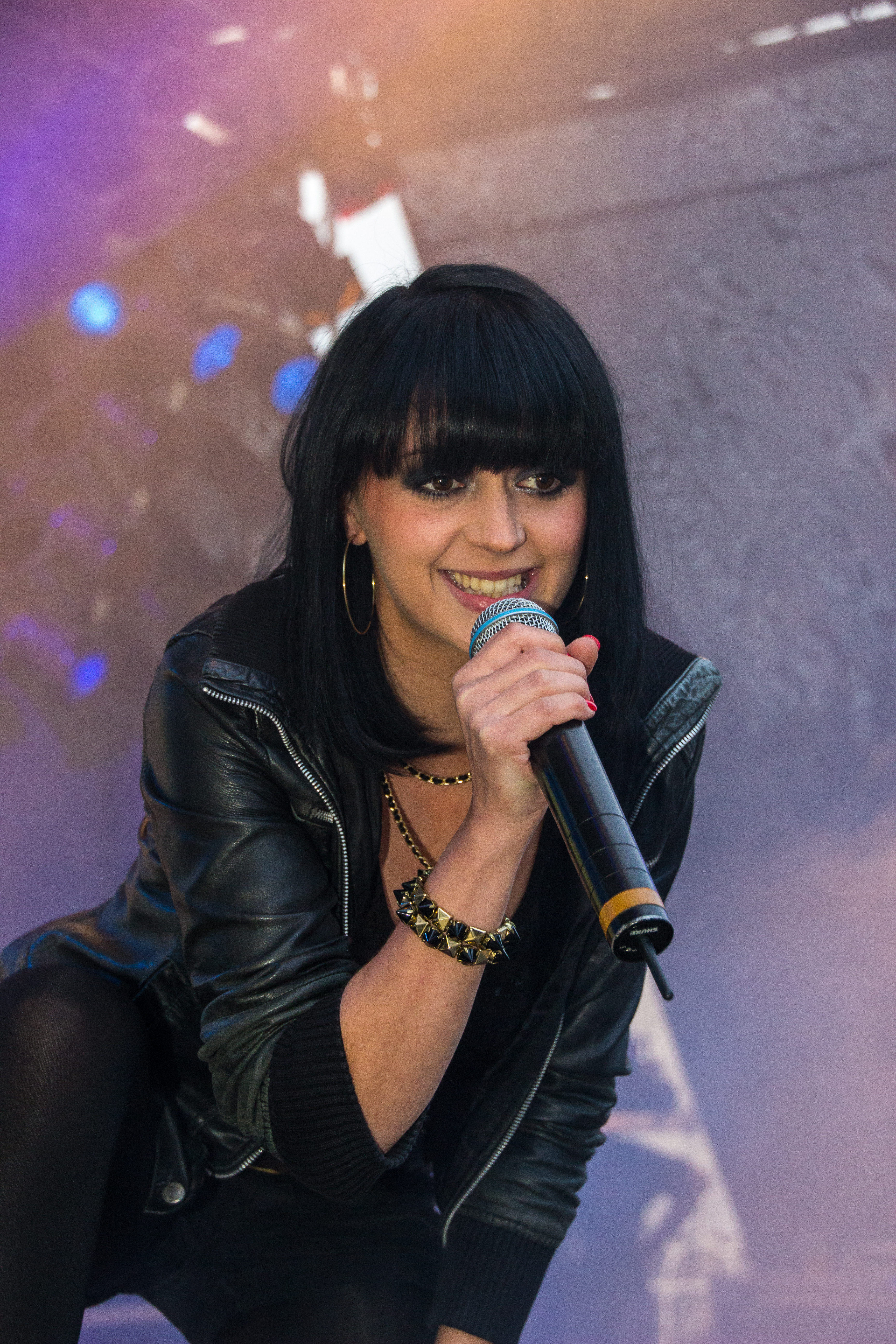
Sotiria (* 1987)

- Sotiriadis, Georgios (1852–1942), griechischer Philologe und Archäologe
- Sotiriou, Dido (1909–2004), griechische Schriftstellerin
- Sotiriou, Pieros (* 1993), zyprischer Fußballspieler
- Sotiropoulos, Ersi (* 1953), griechische Autorin
- Sotiropoulos, Georgios (* 1990), griechischer Pokerspieler
- Sotiropoulos, Sotirios (1831–1898), griechischer Politiker und kurzzeitig Ministerpräsident
- Sotirović, Vuk (* 1982), serbischer Fußballspieler
- Sotirow, Sachari (* 1973), bulgarischer Skispringer

### Sotj
- Sötje, Peter (* 1941), deutscher Politiker und Staatssekretär (Berlin)

### Sotk
- Sotke, Fritz (1902–1970), deutscher Autor und Komponist
- Sotkiewicz, Antoni Franciszek Ksawery (1826–1901), Bischof von Sandomierz
- Sotkilawa, Surab (1937–2017), georgischer Fußballspieler, Operntenor

### Sotl
- Sotloff, Steven (1983–2014), US-amerikanisch-israelischer Journalist

### Sotn
- Sotnieks, Kristaps (* 1987), lettischer Eishockeyspieler
- Sotnikow, Dmitri Sergejewitsch (* 1985), russischer Rallyefahrer
- Sotnikowa, Adelina Dmitrijewna (* 1996), russische Eiskunstläuferin
- Sotnikowa, Anna Sergejewna (* 1982), russische Biathletin
- Sotnikowa, Julija Wladimirowna (* 1970), russische Leichtathletin
- Sotnyk, Olena (* 1982), ukrainische Juristin und Politikerin
- Sotnykow, Jewhen (1980–2021), ukrainischer Judoka
- Sotnykowa, Aljona (* 1992), ukrainische Tennisspielerin

### Soto
- Soto Alfaro, Bernardo (1854–1931), Präsident Costa Ricas
- Soto Andrade, Rafael (* 1957), spanischer Reiter und Olympiateilnehmer
- Soto Arenas, Miguel Ángel (1963–2009), mexikanischer Botaniker
- Soto Colque, Luis Alberto (* 1973), peruanischer Sportjournalist und Fußballkommentator
- Soto Franco, Martha Elvira, kolumbianische Investigativjournalistin
- Soto García, Juan Wilfredo (1965–2011), kubanischer Dissident
- Soto Grado, César (* 1980), spanischer Fußballschiedsrichter
- Soto Henríquez, Fernando (1939–2006), honduranischer Jagdflieger
- Soto La Marina, Armando (1909–1983), mexikanischer Schauspieler
- Soto Mayorga, Maximiliano Alejandro (* 1991), chilenischer Komponist Neuer Musik
- Soto Pacheco, Longino (1923–2010), costa-ricanischer Mediziner, Fußballfunktionär und Politiker
- Soto Reyes, Ernesto (1899–1972), mexikanischer Botschafter
- Soto Reyes, Margarito, mexikanischer Drogenbaron
- Soto Ruiz, Clodoaldo, peruanischer Linguist für Chanka-Quechua und Autor
- Soto Ruiz, Sandra Florencia, honduranische Schwimmerin und Turnerin, Medaillengewinnerin bei Special Olympics World Games
- Soto Vélez, Clemente (1905–1993), puerto-ricanischer Dichter, Journalist und politischer Aktivist
- Soto y Gama, Antonio Díaz (1880–1967), mexikanischer Revolutionär und Politiker
- Soto y Valcárce, Vicente José (1741–1818), spanischer römisch-katholischer Geistlicher und Bischof von Valladolid
- Soto, Ángel Manuel (* 1983), puerto-ricanischer Filmregisseur, -produzent und Drehbuchautor
- Soto, Antonio Jesús (* 1994), spanischer Radrennfahrer
- Soto, Blanca (* 1979), mexikanische Schauspielerin und Model
- Soto, Carlos, bolivianischer Fußballspieler
- Soto, Carlos (* 1959), chilenischer Fußballspieler
- Soto, Carlos (* 1965), chilenischer Fußballspieler
- Soto, Catalina (* 2001), chilenische Radsportlerin
- Soto, César (* 1971), mexikanischer Boxer
- Soto, Darren (* 1978), US-amerikanischer Politiker der Demokratischen Partei
- Soto, Domingo de (1494–1560), katholischer Theologe
- Soto, Elkin (* 1980), kolumbianischer Fußballspieler
- Soto, Ernesto (1943–1995), venezolanischer Automobilrennfahrer
- Soto, Eugenio (1909–1998), chilenischer Fußballspieler
- Soto, Fernando (* 1968), spanischer Schauspieler
- Soto, Gabriel (* 1975), mexikanischer Schauspieler
- Soto, Guillermo (* 1994), chilenischer Fußballspieler
- Soto, Hernando de († 1542), spanischer Seefahrer und Konquistador
- Soto, Hernando de (* 1941), peruanischer Ökonom
- Soto, Hortensia (* 1961), mexikanisch-amerikanische Mathematikerin und Hochschullehrerin
- Soto, Hugo Rafael (* 1967), argentinischer Boxer
- Soto, Humberto (* 1980), mexikanischer Boxer
- Soto, Jaime (* 1955), US-amerikanischer Geistlicher, römisch-katholischer Bischof von Sacramento
- Soto, Jeff Scott (* 1965), US-amerikanischer RocksängerJeff Scott Soto (* 1965)

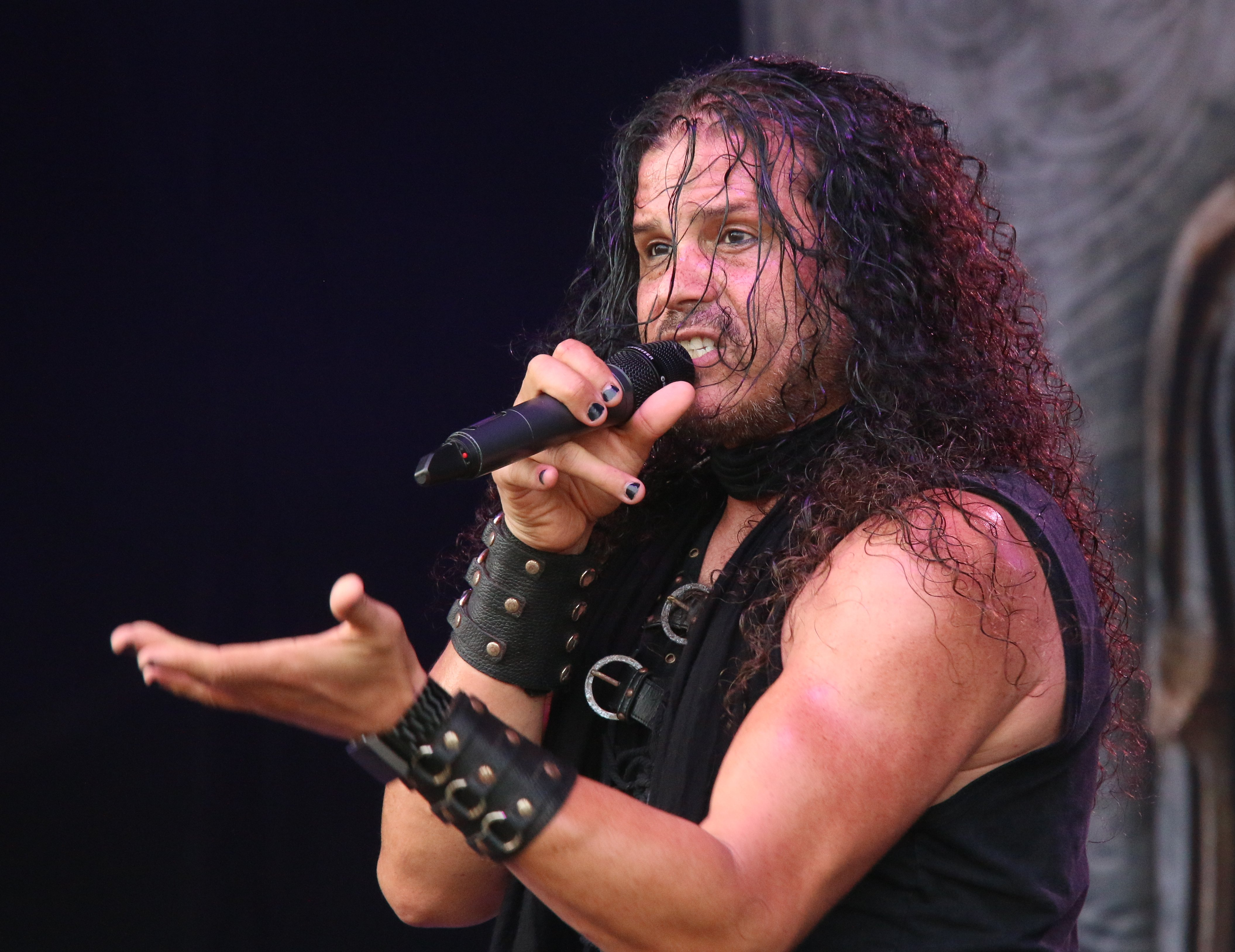
Jeff Scott Soto (* 1965)

- Soto, Jesús Rafael (1923–2005), venezolanischer Maler, Bildhauer und kinetischer Künstler
- Soto, Joel (* 1982), chilenischer Fußballspieler
- Soto, Jonathan (* 1988), uruguayischer Fußballspieler
- Soto, Jorge (* 1986), uruguayischer Straßenradrennfahrer
- Soto, José Manuel (* 1946), costa-ricanischer Radrennfahrer
- Soto, Juan (1937–2014), chilenischer Fußballspieler
- Soto, Juan (* 1956), chilenischer Fußballspieler
- Soto, Juan (* 1977), venezolanischer Fußballschiedsrichterassistent
- Soto, Juan (* 1998), dominikanischer Baseball-SpielerJuan Soto (* 1998)

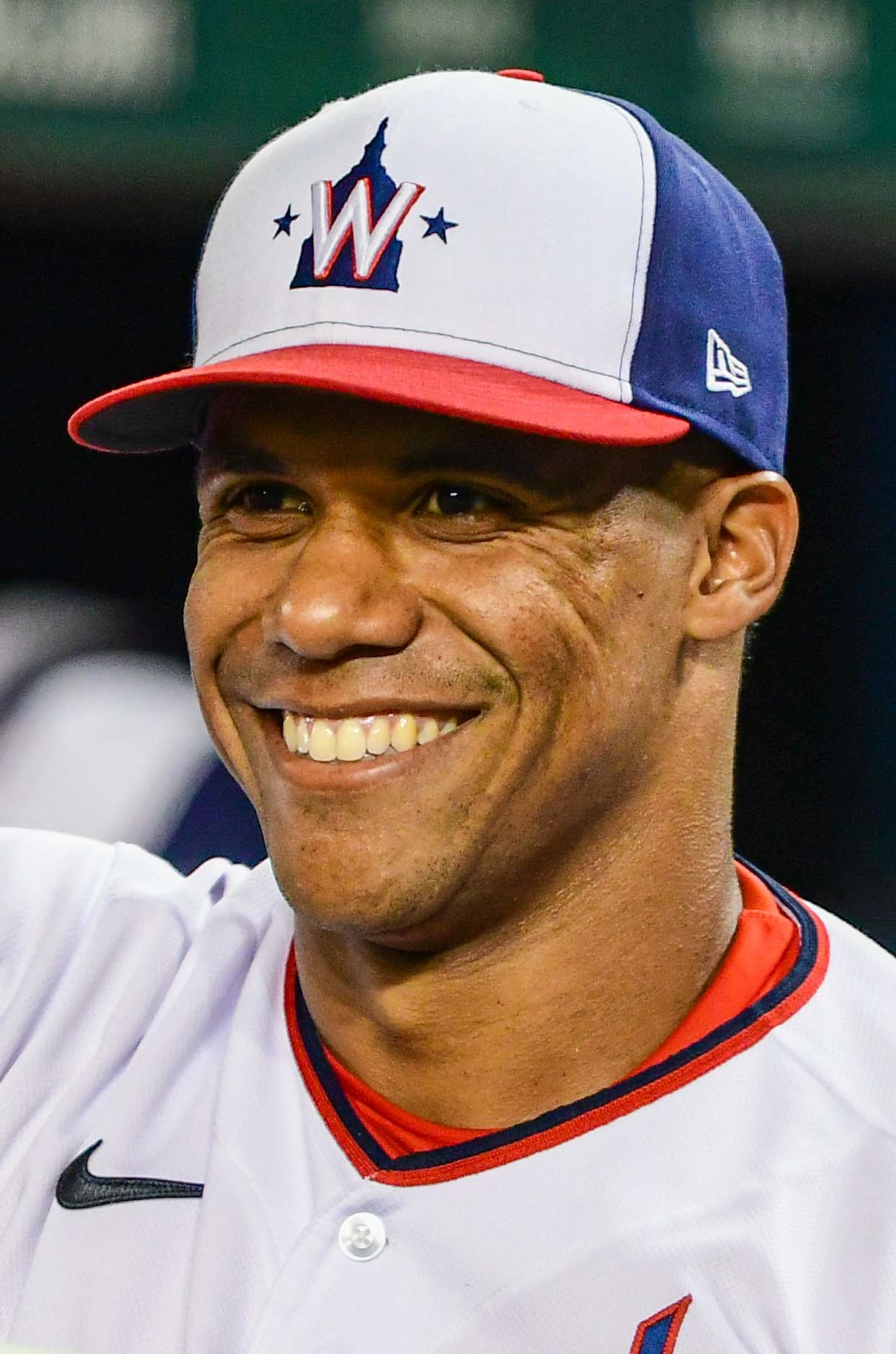
Juan Soto (* 1998)

- Soto, Juan José (1826–1899), uruguayischer Politiker
- Soto, Lucero (* 1948), mexikanische Badmintonspielerin
- Soto, Luchy (1919–1970), spanische Schauspielerin
- Soto, Manuel Esteban (* 1994), kolumbianischer Geher
- Soto, Marco Aurelio (1846–1908), Präsident von Honduras
- Soto, Mario (1933–1998), chilenischer Fußballspieler
- Soto, Mario (* 1950), chilenischer Fußballspieler
- Soto, Matías (* 1991), uruguayischer Fußballspieler
- Soto, Matías (* 1999), chilenischer Tennisspieler
- Soto, Melesio (* 1941), mexikanischer Radrennfahrer
- Soto, Nell (1926–2009), US-amerikanische Politikerin
- Soto, Nercely (* 1990), venezolanische Sprinterin
- Soto, Pedro (* 1952), mexikanischer Fußballtorwart
- Soto, Pedro de († 1563), spanischer Dominikaner und Theologe
- Soto, Pere (* 1958), spanischer Jazzmusiker (Gitarre, Komposition)
- Soto, Phil (1926–1997), US-amerikanischer Politiker
- Soto, Rosario (* 2000), argentinische Beachhandballspielerin
- Soto, Sebastian (* 2000), US-amerikanischer Fußballspieler
- Soto, Serafín María de (1792–1862), Regierungspräsident von Spanien, Militärhistoriker
- Soto, Steve (1963–2018), US-amerikanischer Musiker
- Soto, Talisa (* 1967), US-amerikanisches Model und SchauspielerinTalisa Soto (* 1967)

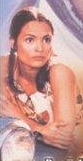
Talisa Soto (* 1967)

- Sotobayashi, Hideto (1929–2011), japanischer Chemiker und Hiroshima-Überlebender
- Sotoca, Florian (* 1990), französischer Fußballspieler
- Šotola, Jiří (1924–1989), tschechischer Dichter, Schriftsteller und Dramaturg
- Šotola, Marek (* 1999), tschechischer Volleyballspieler
- Sotolongo, Joel (* 1982), kubanischer Gewichtheber
- Sotomayor Baeza, Emilio (1826–1894), chilenischer Kommandant in der Schlacht von Dolores
- Sotomayor Tello, Jorge (1942–2022), brasilianischer Mathematiker, Statistiker und Hochschullehrer
- Sotomayor y Valmediano, Alonso de (1545–1610), spanischer Konquistador und Gouverneur der spanischen Kolonie Chile
- Sotomayor, Antonio de (1547–1648), spanischer katholischer Priester
- Sotomayor, Collazo (* 1985), aserbaidschanischer Boxer
- Sotomayor, Javier (* 1967), kubanischer Hochspringer
- Sotomayor, Lucía (* 2000), bolivianische Sprinterin
- Sotomayor, Nikte (* 1994), guatemaltekische Badmintonspielerin
- Sotomayor, Omar (* 2002), bolivianischer Mittelstreckenläufer
- Sotomayor, Sonia (* 1954), US-amerikanische JuristinSonia Sotomayor (* 1954)

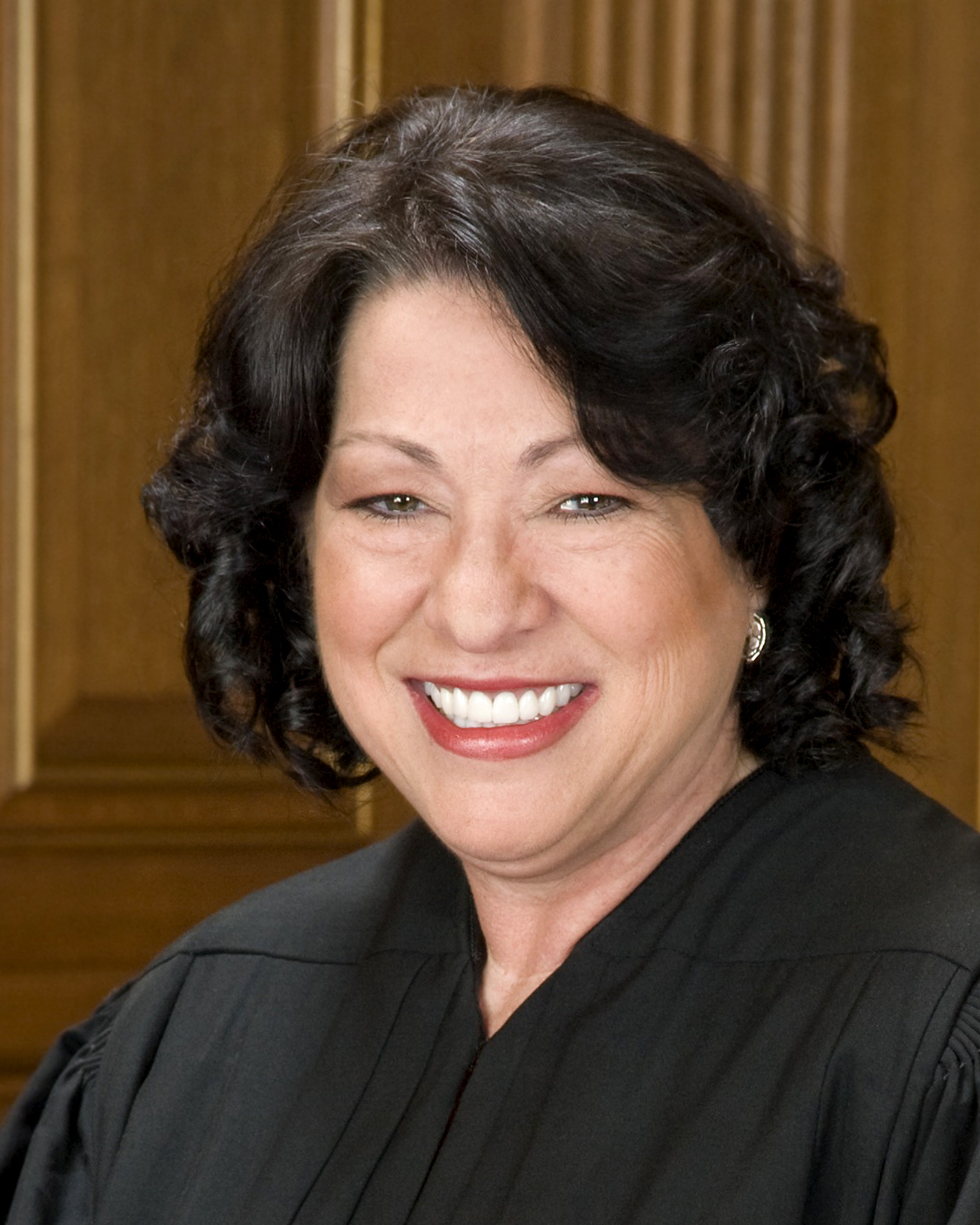
Sonia Sotomayor (* 1954)

- Sotomura, Joanna (* 1987), US-amerikanische Schauspielerin
- Sotoumey, Pierre (* 1955), beninischer Boxer
- Sotow, Alexander Wladimirowitsch (* 1990), russischer Fußballspieler
- Sotow, Georgi Andrejewitsch (* 1990), russischer Fußballspieler
- Sotow, Grigori Fedotowitsch (1775–1840), russischer Metallurg und Unternehmer
- Sotow, Oleg Igorewitsch (* 1984), russischer Handballspieler
- Sotow, Ruslan Wjatscheslawowitsch, sowjetischer Radrennfahrer
- Sotowa, Marija Alexandrowna (* 1984), russische Skispringerin

### Sotr
- Sotres, Armando (1927–2017), mexikanischer Unternehmer
- Sotriffer, Jakob (1796–1856), Bildhauer
- Sotriffer, Kristian (1932–2002), österreichischer Kunstkritiker, Verlagsleiter und Kulturpublizist

### Sots
- Sotscheck, Ralf (* 1954), deutscher Journalist und Satiriker
- Sotschigel, Nebenfrau von Yesügai, Stiefmutter von Dschingis Khan
- Sotschnewa, Jekaterina Alexandrowna (* 1985), russische Fußballspielerin
- Sotskowa, Marija Romanowna (* 2000), russische Eiskunstläuferin

### Sott
- Sott, Gisela (1911–2002), deutsche Musikerin und Klavierpädagogin
- Sottani, Leonardo (* 1973), italienischer Wasserballspieler
- Søttar, Hanne Dyveke (* 1965), norwegische Politikerin
- Sottil, Riccardo (* 1999), italienischer Fußballspieler
- Sottile, Stefano (* 1998), italienischer Hochspringer
- Sottili, Agostino (1939–2004), italienischer Romanist
- Sotto, Vicente III (* 1948), philippinischer Schauspieler und Politiker
- Sottong, Werner (1907–2003), deutscher Fußballspieler und -trainer
- Sottopietra, Doris (1960–2006), österreichische Historikerin und Politikwissenschaftlerin
- Sottorf, Hans (1888–1941), deutscher Oberstleutnant, Ritter des Ordens Pour le Mérite
- Sottos, Nancy R., US-amerikanische Materialwissenschaftlerin
- Sottsass, Ettore (1917–2007), italienischer Architekt und Designer
- Sotty, Bruno (* 1949), französischer Autorennfahrer

### Sotu
- Sotudeh, Nasrin (* 1963), iranische Rechtsanwältin, Journalistin und MenschenrechtsaktivistinNasrin Sotudeh (* 1963)

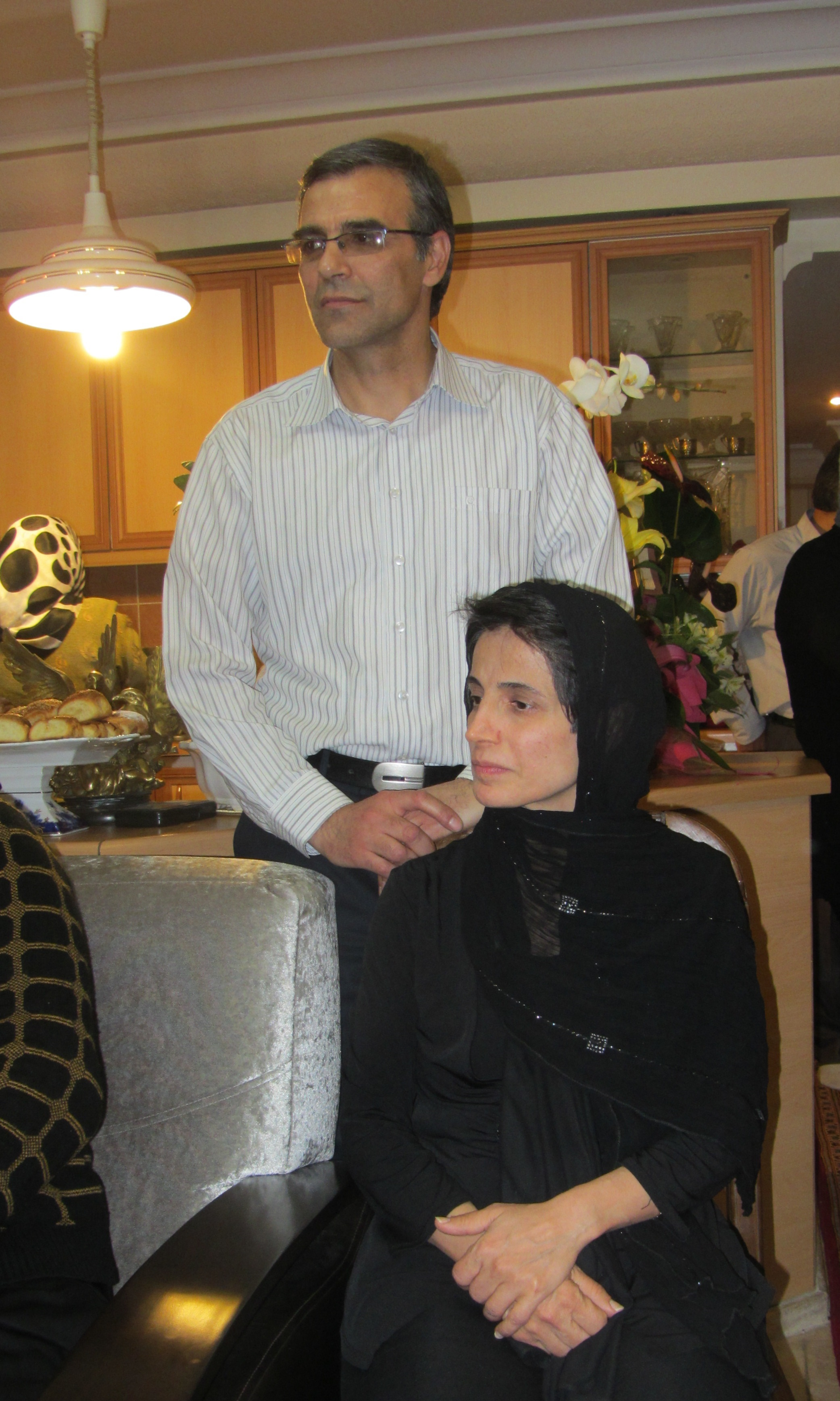
Nasrin Sotudeh (* 1963)

### Sotv
- Søtvik, Sindre Ure (* 1992), norwegischer Nordischer Kombinierer

### Sotz
- Sotzmann, Daniel Friedrich (1754–1840), deutscher Geodät und Kartograph